# Уэббер, Марк (автогонщик)
Марк А́лан Уэ́ббер (англ. Mark Alan Webber) — австралийский автогонщик, чемпион мира по автогонкам на выносливость в составе заводской команды Порше (2015). Гонщик Формулы-1 с 2002 по 2013; победитель девяти Гран-при, трижды занимал третье место по итогам чемпионата (2010, 2011, 2013).

## Биография
Родился в Куинбиане (Новый Южный Уэльс, Австралия). Отец Алан был продавцом мотоциклов.
С 1991 года Уэббер выступал в картинге, выиграл местный чемпионат в 1993 году. Одновременно с этим работал инструктором по вождению. Выступления Уэббера были замечены командой Van Diemen, которая взяла его в британскую Формулу Форд. Уэббер стал вторым в серии в 1996 году и завоевал титул новичка года. В 1997 году — четвёртое место в серии Формула-3. Команда Alan Docking Racing, за которую он выступал, испытывала финансовые проблемы, поэтому Уэббер согласился на переход в гонки кузовных автомобилей. Он принял участие в чемпионате FIA GT за Mercedes в 1998 году. На следующий год на тренировках перед гонкой 24 часах Ле-Мана дважды попал в серьёзную аварию — его машину переворачивало воздушным потоком на прямой, покинул Mercedes и вернулся в «формулы».
В 2000-х годах успешно выступал в Формуле-3000, одержав ряд побед. В 2000 стал третьим в серии, в 2001 — вторым после Джастина Уилсона. Стал тест-пилотом Arrows, главным спонсором которых в тот период была компания австралийца Пола Стоддарта European.

## Формула-1
В 2002 году Пол Стоддарт расстался с Arrows и купил команду Minardi. В качестве боевого пилота он пригласил Уэббера. В первой же гонке, в Австралии, занял 5-е место, несмотря на слабую машину. Больше очков в первом сезоне он набрать не смог, хотя ещё два раза финишировал в первой десятке.
В 2003—2004 годах Уэббер выступал за команду «Ягуар». Он продемонстрировал стабильные выступления, особенно в сезоне-2003, когда 7 раз финишировал в очковой зоне и занял 10-е место в чемпионате. Его результаты значительно превосходили результаты его партнёра Антонио Пиццонии, которого по его рекомендации сменил его старый друг и соперник Джастин Уилсон. На следующий год Уэббер уверенно опередил другого партнёра, Кристиана Клина. Уэббер дважды выводил команду на 7-е место в кубке конструкторов.
С 2005 года Уэббер выступал за Williams. Он один раз поднимался на подиум (на Гран-при Монако 2005 года), всего 10 раз попадал в очковую зону, хотя в чемпионате вновь стал десятым.
В 2006 году Уэббера постоянно подводила техника, он не смог завершить большинство гонок, в том числе те, где боролся за высокие позиции (например Гран-при Монако, где он стартовал 2-м и боролся за победу). Основную часть его очков составляют заработанные в начале сезона за два шестых места.
С 2007 года пилот команды Ред Булл.
22 ноября 2008 Уэббер попал в автомобильную аварию в Тасмании. Его сбил автомобиль, когда он участвовал в благотворительном марафоне на велосипеде. У спортсмена была сломана нога и плечо, из-за чего он пропустил часть тестов при подготовке к сезону 2009 года. На дождевой квалификации Гран-при Германии Уэббер впервые заработал поул-позицию, а на следующий день выиграл первую гонку в карьере.
В сезоне 2009 года Уэббер шесть раз поднялся на подиум, одержал две победы. Свою первую победу (в Гран-при Германии) он одержал в своём 130-м по счёту старте.
Сезон 2010 года стал самым успешным в карьере австралийца: 4 победы, 10 подиумов. Уэббер лидировал в чемпионате на протяжении половины сезона, и боролся за титул вплоть до последней гонки.
Сезон 2011 Уэббер начал с 5-й позиции на Гран-при Австралии, в Малайзии он закончил четвёртым. В квалификации на Гран-при Китая показал лишь 18-й результат из-за проблем с KERS, во время гонки обошёл 15 машин и стал третьим. В Турции на квалификации показал 2-й результат, уступив своему напарнику Себастьяну Феттелю, в гонке также показал 2-й результат. В Испании и Монако показал четвёртый результат. В Канаде и в Валенсии занял третье место. На Гран-при Великобритании заработал поул, но финишировал 3-м, за своим напарником Себастьяном Феттелем проиграв ему всего лишь 3 сотых секунды, хотя до этого ему по радио передали, что ему запрещено атаковать Феттеля, после этого инцидента шеф команды Кристиан Хорнер сказал что побеседует со своим пилотом по этому поводу. На последнем этапе 2011 года одержал седьмую победу в своей карьере.
Сезон 2012 начал с четырёх четвёртых мест подряд. В Испании он не набрал очков, а в Монако одержал первую победу в сезоне. В Монреале и Валенсии был седьмым и четвёртым соответственно, а в Сильверстоуне выиграл во второй раз в сезоне. После этого он в основном финишировал во второй части топ-10, а в Корее финишировал вторым вслед за напарником. В Индии он снова стартовал вслед за напарником, долгое время шёл 2-м, но в конце гонки из-за проблем с KERS пропустил Алонсо и финишировал третьим. В Абу-Даби он квалифицировался вторым, но провалил старт, откатившись на 5 место. Потом, пытаясь пройти Пастора Мальдонадо, столкнулся с ним, позже столкнулся с Фелипе Массой, а в конце гонки сошёл, став жертвой аварии с участием Серхио Переса, Ромена Грожана и Пола ди Ресты. В США он квалифицировался 3-м, но в гонке сошёл из-за отказа генератора. В Бразилии он стартовал 3-м и финишировал 4-м.
В сезоне 2013 на домашнем первом этапе Уэббер стартовал со второго места, но провалил старт из-за проблем с КЕРС. На втором этапе в Малайзии стартовал пятым, к середине дистанции уверенно лидировал, а ближе к концу получил инструкцию из боксов перевести двигатель в экономичный режим, так как команда гарантировала ему первое место. Однако после этого болид Уэббера быстро догнал и обогнал Феттель. После гонки Феттель признал, что это была ошибка с его стороны.
В Китае Уэббер квалифицировался лишь 12-м, но во время 2-го сегмента квалификации команда попросила его остановить машину на трассе. Как выяснилось позже, в его машине было менее литра топлива. В итоге Уэббера исключили из протокола квалификации, и он стартовал с пит-лейна, в гонке столкнулся с Жан-Эриком Вернем и сошёл. В дальнейших гонках он набирал очки: в Бахрейне он финишировал седьмым, в Испании — пятым, в Монако попал на подиум (3-е место), в Канаде финишировал четвёртым.
27 июня 2013 года Уэббер объявил о том, что покинет Формулу-1 в конце сезона и будет выступать за заводскую команду Porsche, которая возвращалась в WEC с прототипом LMP1.
В Сильверстоуне он финишировал вторым. В Германии во время пит-стопа потерял колесо, попавшее в оператора, но финишировал 7-м. В Венгрии стартовал 10-м и финишировал 4-м. В Бельгии финишировал 5-м. В Италии поднялся на 3-е место. В Сингапуре сошёл на последнем круге из-за отказа коробки передач. В Корее сошёл после аварии с Адрианом Сутилем. В Японии финишировал 2-м. В Индии сошёл из-за поломки коробки передач. В Абу-Даби завоевал поул позицию. В гонке уступил Себастьяну Феттелю и финишировал вторым. В США финишировал 3-м. В своей последней гонке в Формуле 1, Гран-при Бразилии 2013 года финишировал вторым. Уэббер закончил сезон с 199 очками и третьим местом в личном зачете.

## За пределами Формулы-1
Уэббер вместе с руководителем Red Bull Racing Кристианом Хорнером возглавил команду в серии GP3 MW Arden.
С 2003 года Уэббер организатор благотворительных соревнований Mark Webber Pure Tasmania Challenge. Из-за отсутствия финансирования соревнования не проводились в 2009—2010 годах.
29 ноября 2010 года вышла книга «Up Front: 2010 — A Season to Remember».
10 октября 2016 года заявил, что завершит карьеру автогонщика по окончании сезона WEC.

## Результаты выступлений

### Статистика
| Сезон | Серия                                        | Команда             | Старты | Победы | Поулы | БК | Подиумы | Очки  | Место |
| ----- | -------------------------------------------- | ------------------- | ------ | ------ | ----- | -- | ------- | ----- | ----- |
| 1994  | Австралийская Формула-Форд                   | ?                   | 16     | 0      | 0     | ?  | ?       | 30    | 13    |
| 1995  | Австралийская Формула-Форд                   | ?                   | 16     | 3      | 3     | ?  | ?       | 158   | 4     |
| 1995  | Формула-Холден                               | Biranna Racing      | 2      | 0      | 0     | 0  | 2       | 32    | 8     |
| 1995  | Фестиваль Формулы-Форд                       | Van Diemen          | 1      | 0      | 0     | 0  | 1       | -     | 3     |
| 1996  | Европейская Формула-Форд                     | Van Diemen          | ?      | ?      | ?     | ?  | ?       | ?     | 3     |
| 1996  | Британская Формула-Форд                      | Van Diemen          | ?      | ?      | ?     | ?  | ?       | 113   | 2     |
| 1996  | Фестиваль Формулы-Форд                       | Van Diemen          | 1      | 1      | 0     | 0  | 1       | -     | 1     |
| 1996  | Формула-Холден                               | Biranna Racing      | 2      | 1      | 0     | 0  | 1       | 20    | 10    |
| 1997  | Британская Формула-3                         | Alan Docking Racing | 16     | 1      | 3     | 1  | 5       | 127   | 4     |
| 1997  | Гран-при Макао                               | Alan Docking Racing | 1      | 0      | 0     | 0  | 0       | -     | 4     |
| 1997  | Формула-3 Мастерс                            | Alan Docking Racing | 1      | 0      | 0     | 0  | 1       | -     | 3     |
| 1998  | FIA GT                                       | AMG Mercedes (GT1)  | 10     | 5      | 0     | 0  | 8       | 69    | 3     |
| 1998  | 24 часа Ле-Мана                              | AMG Mercedes (GT1)  | 1      | 0      | 1     | 0  | 0       | -     | НКЛ   |
| 1999  | 24 часа Ле-Мана                              | AMG Mercedes (GTP)  | 1      | 0      | 0     | 0  | 0       | -     | НС    |
| 2000  | Международная Формула-3000                   | European Arrows     | 10     | 1      | 0     | 2  | 3       | 21    | 3     |
| 2001  | Международная Формула-3000                   | Super Nova Racing   | 12     | 3      | 2     | 3  | 4       | 39    | 2     |
| 2002  | Формула-1                                    | KL Minardi Asiatech | 17     | 0      | 0     | 0  | 0       | 2     | 16    |
| 2003  | Формула-1                                    | Jaguar Racing       | 16     | 0      | 0     | 0  | 0       | 17    | 10    |
| 2004  | Формула-1                                    | Jaguar Racing       | 18     | 0      | 0     | 0  | 0       | 7     | 13    |
| 2005  | Формула-1                                    | BMW WilliamsF1 Team | 19     | 0      | 0     | 0  | 1       | 36    | 10    |
| 2006  | Формула-1                                    | WilliamsF1 Team     | 18     | 0      | 0     | 0  | 0       | 7     | 14    |
| 2007  | Формула-1                                    | Red Bull Racing     | 17     | 0      | 0     | 0  | 1       | 10    | 12    |
| 2008  | Формула-1                                    | Red Bull Racing     | 18     | 0      | 0     | 0  | 0       | 21    | 11    |
| 2009  | Формула-1                                    | Red Bull Racing     | 17     | 2      | 1     | 3  | 8       | 69,5  | 4     |
| 2010  | Формула-1                                    | Red Bull Racing     | 19     | 4      | 5     | 3  | 10      | 242   | 3     |
| 2011  | Формула-1                                    | Red Bull Racing     | 19     | 1      | 3     | 7  | 10      | 258   | 3     |
| 2012  | Формула-1                                    | Red Bull Racing     | 20     | 2      | 2     | 1  | 4       | 179   | 6     |
| 2013  | Формула-1                                    | Red Bull Racing     | 19     | 0      | 2     | 5  | 8       | 199   | 3     |
| 2014  | Чемпионат мира по автогонкам на выносливость | Porsche Team        | 8      | 0      | 1     | 0  | 3       | 64,5  | 9     |
| 2015  | Чемпионат мира по автогонкам на выносливость | Porsche Team        | 8      | 4      | 4     | 0  | 6       | 166   | 1     |
| 2016  | Чемпионат мира по автогонкам на выносливость | Porsche Team        | 9      | 4      | 2     | 0  | 6       | 134,5 | 4     |

## Результаты выступлений в Формуле-1
| Легенда к таблице |                                                                    |
| --- | ------------------------------------------------------------------ |
| В таблице перечислены результаты всех Гран-при Формулы-1, в которых принимал участие гонщик. Строками таблицы являются сезоны, столбцами — этапы чемпионата мира. В каждой клетке указаны сокращённое название этапа и результат, дополнительно обозначенный цветом. Расшифровка обозначений и цветов представлена в нижеследующей таблице. |                                                                    |
| \| Пример \| Описание \| \| ------------ \| ------------------------------------------------------------------ \| \| 1 \| Победитель \| \| 2 \| Второе место \| \| 3 \| Третье место \| \| 5 \| Финишировал, заработав очки \| \| Сход \| Не финишировал, но при этом заработал очки \| \| 12 \| Финишировал, не получив очков \| \| НКЛ \| Финишировал, но не попал в финальную классификацию \| \| 15 \| Участвовал вне зачёта, либо по отдельной классификации \| \| 18 \| Не финишировал, но попал в финальную классификацию \| \| Сход \| Не финишировал \| \| НКВ \| Не прошёл квалификацию \| \| НПКВ \| Не прошёл предквалификацию \| \| ДСК \| Дисквалифицирован \| \| ИСК \| Исключён из протокола соревнований \| \| ТТ \| Заявлен для участия только в тренировках \| \| НС \| Участвовал в квалификации, но не стартовал в гонке \| \| Т \| Травмирован или болен \| \| ОТК \| Отказ от участия \| \| НТР \| Прибыл на соревнования, но на трассу не выезжал \| \| НПР \| Был заявлен в числе участников, но не прибыл к началу соревнований \| \| О \| Соревнования отменены \| \| \| Не участвовал \| \| Поул-позиция \| \| \| Быстрый круг \| \| |                                                                    |
| Пример | Описание                                                           |
| 1 | Победитель                                                         |
| 2 | Второе место                                                       |
| 3 | Третье место                                                       |
| 5 | Финишировал, заработав очки                                        |
| Сход | Не финишировал, но при этом заработал очки                         |
| 12 | Финишировал, не получив очков                                      |
| НКЛ | Финишировал, но не попал в финальную классификацию                 |
| 15 | Участвовал вне зачёта, либо по отдельной классификации             |
| 18 | Не финишировал, но попал в финальную классификацию                 |
| Сход | Не финишировал                                                     |
| НКВ | Не прошёл квалификацию                                             |
| НПКВ | Не прошёл предквалификацию                                         |
| ДСК | Дисквалифицирован                                                  |
| ИСК | Исключён из протокола соревнований                                 |
| ТТ | Заявлен для участия только в тренировках                           |
| НС | Участвовал в квалификации, но не стартовал в гонке                 |
| Т | Травмирован или болен                                              |
| ОТК | Отказ от участия                                                   |
| НТР | Прибыл на соревнования, но на трассу не выезжал                    |
| НПР | Был заявлен в числе участников, но не прибыл к началу соревнований |
| О | Соревнования отменены                                              |
| | Не участвовал                                                      |
| Поул-позиция |                                                                    |
| Быстрый круг |                                                                    |

| Сезон | Команда                  | Шасси         | Двигатель                       | Ш | 1        | 2        | 3        | 4        | 5        | 6        | 7        | 8        | 9        | 10       | 11       | 12       | 13       | 14       | 15       | 16       | 17       | 18       | 19       | 20    | Место | Очки |
| ----- | ------------------------ | ------------- | ------------------------------- | - | -------- | -------- | -------- | -------- | -------- | -------- | -------- | -------- | -------- | -------- | -------- | -------- | -------- | -------- | -------- | -------- | -------- | -------- | -------- | ----- | ----- | ---- |
| 2002  | KL Minardi Asiatech      | Minardi PS02  | Asiatech AT02 3,0 V10           | M | АВС 5    | МАЛ Сход | БРА 11   | САН 11   | ИСП НС   | АВТ 12   | МОН 11   | КАН 11   | ЕВР 15   | ВЕЛ Сход | ФРА 8    | ГЕР Сход | ВЕН 16   | БЕЛ Сход | ИТА Сход | США Сход | ЯПО 10   |          |          |       | 16    | 2    |
| 2003  | Jaguar Racing            | Jaguar R4     | Cosworth CR-5 3,0 V10           | M | АВС Сход | МАЛ Сход | БРА 9    | САН Сход | ИСП 7    | АВТ 7    | МОН Сход | КАН 7    | ЕВР 6    | ФРА 6    | ВЕЛ 14   | ГЕР 11   | ВЕН 6    | ИТА 7    | США Сход | ЯПО 11   |          |          |          |       | 10    | 17   |
| 2004  | Jaguar Racing            | Jaguar R5     | Cosworth CR-6 3,0 V10           | M | АВС Сход | МАЛ Сход | БАХ 8    | САН 13   | ИСП 12   | МОН Сход | ЕВР 7    | КАН Сход | США Сход | ФРА 9    | ВЕЛ 8    | ГЕР 6    | ВЕН 10   | БЕЛ Сход | ИТА 9    | КИТ 10   | ЯПО Сход | БРА Сход |          |       | 13    | 7    |
| 2005  | BMW WilliamsF1 Team      | Williams FW27 | BMW P84/5 3,0 V10               | M | АВС 5    | МАЛ Сход | БАХ 6    | САН 7    | ИСП 6    | МОН 3    | ЕВР Сход | КАН 5    | США НС   | ФРА 12   | ВЕЛ 11   | ГЕР Сход | ВЕН 7    | ТУР Сход | ИТА 14   | БЕЛ 4    | БРА Сход | ЯПО 4    | КИТ 7    |       | 10    | 36   |
| 2006  | WilliamsF1 Team          | Williams FW28 | Cosworth CA2006 2,4 V8 4 Series | B | БАХ 6    | МАЛ Сход | АВС Сход | САН 6    | ЕВР Сход | ИСП 9    | МОН Сход | ВЕЛ Сход | КАН 12   | США Сход | ФРА Сход | ГЕР Сход | ВЕН Сход | ТУР 10   | ИТА 10   | КИТ 8    | ЯПО Сход | БРА Сход |          |       | 14    | 7    |
| 2007  | Red Bull Racing          | Red Bull RB3  | Renault RS27 2,4 V8             | B | АВС 13   | МАЛ 10   | БАХ Сход | ИСП Сход | МОН Сход | КАН 9    | США 7    | ФРА 12   | ВЕЛ Сход | ЕВР 3    | ВЕН 9    | ТУР Сход | ИТА 9    | БЕЛ 7    | ЯПО Сход | КИТ 10   | БРА Сход |          |          |       | 12    | 10   |
| 2008  | Red Bull Racing          | Red Bull RB4  | Renault RS27 2,4 V8             | B | АВС Сход | МАЛ 7    | БАХ 7    | ИСП 5    | ТУР 7    | МОН 4    | КАН 12   | ФРА 6    | ВЕЛ 10   | ГЕР Сход | ВЕН 9    | ЕВР 12   | БЕЛ 8    | ИТА 8    | СИН Сход | ЯПО 8    | КИТ 14   | БРА 9    |          |       | 11    | 21   |
| 2009  | Red Bull Racing          | Red Bull RB5  | Renault RS27 2,4 V8             | B | АВС 12   | МАЛ 6    | КИТ 2    | БАХ 11   | ИСП 3    | МОН 5    | ТУР 2    | ВЕЛ 2    | ГЕР 1    | ВЕН 3    | ЕВР 9    | БЕЛ 9    | ИТА Сход | СИН Сход | ЯПО 17   | БРА 1    | АБУ 2    |          |          |       | 4     | 69,5 |
| 2010  | Red Bull Racing          | Red Bull RB6  | Renault RS27 2,4 V8             | B | БАХ 8    | АВС 9    | МАЛ 2    | КИТ 8    | ИСП 1    | МОН 1    | ТУР 3    | КАН 5    | ЕВР Сход | ВЕЛ 1    | ГЕР 6    | ВЕН 1    | БЕЛ 2    | ИТА 6    | СИН 3    | ЯПО 2    | КОР Сход | БРА 2    | АБУ 8    |       | 3     | 242  |
| 2011  | Red Bull Racing          | Red Bull RB7  | Renault RS27 2,4 V8             | P | АВС 5    | МАЛ 4    | КИТ 3    | ТУР 2    | ИСП 4    | МОН 4    | КАН 3    | ЕВР 3    | ВЕЛ 3    | ГЕР 3    | ВЕН 5    | БЕЛ 2    | ИТА Сход | СИН 3    | ЯПО 4    | КОР 3    | ИНД 4    | АБУ 4    | БРА 1    |       | 3     | 258  |
| 2012  | Red Bull Racing          | Red Bull RB8  | Renault RS27 2,4 V8             | P | АВС 4    | МАЛ 4    | КИТ 4    | БАХ 4    | ИСП 11   | МОН 1    | КАН 7    | ЕВР 4    | ВЕЛ 1    | ГЕР 8    | ВЕН 8    | БЕЛ 6    | ИТА 20   | СИН 11   | ЯПО 9    | КОР 2    | ИНД 3    | АБУ Сход | США Сход | БРА 4 | 6     | 179  |
| 2013  | Infiniti Red Bull Racing | Red Bull RB9  | Renault RS27 2,4 V8             | P | АВС 6    | МАЛ 2    | КИТ Сход | БАХ 7    | ИСП 5    | МОН 3    | КАН 4    | ВЕЛ 2    | ГЕР 7    | ВЕН 4    | БЕЛ 5    | ИТА 3    | СИН 15   | КОР Сход | ЯПО 2    | ИНД Сход | АБУ 2    | США 3    | БРА 2    |       | 3     | 199  |